# 4455 Ruriko
4455 Ruriko eller 1988 XA är en asteroid i huvudbältet som upptäcktes den 2 december 1988 av de båda japanska astronomerna Seiji Ueda och Hiroshi Kaneda i Kushiro. Den är uppkallad efter Seiji Uedas fru, Ruriko Ueda.
Asteroiden har en diameter på ungefär 13 kilometer och den tillhör asteroidgruppen Eos.